# Psychotria elata
Психотрія висока (Psychotria elata) — вид квіткових рослин родини Маренові (Rubiaceae).

## Поширення
Вид поширений у тропічних лісах Центральної та Південної Америки. Відомий у таких країнах, як Колумбія, Коста-Рика, Панама й Еквадор.

## Опис
Психотрія висока відома своїми квітами, які відрізняються тим, що на ранніх стадіях розвитку мають пару м'ясистих приквіток темно-червоного кольору, що нагадують за формою дві губи. Через це квіти рослини жартівливо називають «губками повії». Рослина винайшла таку форму для того, аби залучати більшу кількість запилювачів, зокрема колібрі і метеликів. Плоди у дерева яскраво-сині, як й у багатьох інших видів роду Психотрія.

## Охорона
Ця чудова квітка опинилася під загрозою зникнення через неконтрольоване вирубування лісу.